# Inhibitietheorie
De inhibitietheorie is gebaseerd op de basisveronderstelling dat tijdens het uitvoeren van een mentale taak, die een minimum aan mentale inspanning vereist, het subject in feite een reeks afwisselende latente toestanden van distractie (niet-werk = 0) en aandacht (werk = 1) doorloopt. Deze toestanden spelen zich af buiten het bewustzijn van het individu.
Verder wordt het concept van inhibitie of reactieve inhibitie geïntroduceerd. De inhibtie kan ook niet rechtstreeks worden waargenomen.  De aanname is dat tijdens toestanden van aandacht de inhibitie lineair toeneemt met een helling a1 en dat tijdens toestanden van distractie de inhibitie lineair afneemt met een helling a0.  Volgens deze voorstelling van zaken kunnen toestanden van distractie worden beschouwd als een soort herstelperioden.
Ten slotte wordt aangenomen dat wanneer de inhibitie toeneemt tijdens een toestand van aandacht, afhankelijk van de mate van toename, ook de neiging om over te schakelen naar een toestand van distractie toeneemt. Wanneer de inhibitie afneemt tijdens een toestand van distractie, afhankelijk van de mate van afname, neemt de neiging om over te schakelen naar een toestand van aandacht toe. De neiging om van de ene toestand naar de andere over te schakelen, wordt wiskundig beschreven als een overgangssnelheid of 'hazard rate', waardoor het hele proces van afwisselende distractie- en attentietijden een stochastisch proces wordt.

## Theorie
Een niet-negatieve continue toevalsvariabele T geeft de tijd aan tot een gebeurtenis plaatsvindt. De hazard rate λ(t) voor die toevalsvariabele wordt gedefinieerd als de limietwaarde van de kans dat de gebeurtenis in een klein interval [t,t + Δt] zal plaatsvinden onder de voorwaarde dat de gebeurtenis niet vóór de tijd t heeft plaats gevonden, gedeeld door Δt. Formeel wordt de hazard rate bepaald door de volgende limiet:
{\displaystyle \lambda (t)=\lim _{\Delta t\to 0}{\frac {\Pr(t\leq T<t+\Delta t\mid T\geq t)}{\Delta t}}}
De hazard rate λ(t) kan ook worden geschreven in termen van de kansdichtheid f(t) en de verdelingsfunctie F(t): 
{\displaystyle \lambda (t)={\frac {f(t)}{1-F(t)}}}
De overgangssnelheden λ1(t), van toestand 1 naar toestand 0, en λ0(t), van toestand 0 naar toestand 1, zijn afhankelijk van de inhibitie Y(t): λ1(t) = ℓ1(Y(t)) and λ0(t) = ℓ0(Y(t)), waarbij ℓ1 een niet-dalende functie is en ℓ0 is een niet-stijdende functie. Merk op dat ℓ1 and ℓ0 afhankelijk zijn van Y, waarbij Y afhankelijk is van T. Specificatie van de functies ℓ1 en ℓ0 leidt tot de verschillende inhibitiemodellen. 
Wat kan worden waargenomen in de test zijn de daadwerkelijke reactietijden. Een reactietijd is de som van een reeks afwisselende distractiestijden en attentietijden die niet kunnen worden waargenomen. Het is niettemin mogelijk om uit de waarneembare reactietijden enkele eigenschappen van het latente proces van distractietijden en attentietijden te schatten, dat wil zeggen de gemiddelde distractietijd, de gemiddelde aandachtsduur en de verhouding a1/a0. Om de opeenvolgende reactietijden te kunnen simuleren, is de inhibitietheorie gespecificeerd in verschillende inhibitiemodellen.
Een daarvan is het zogenaamde beta-inhibitiemodel. In het beta-inhibitiemodel wordt aangenomen dat de inhibitie Y(t) oscilleert tussen twee grenzen die 0 en M (M for Maximum), waarbij M positief is. In dit model zijn ℓ1 and ℓ0 als volgt:
{\displaystyle \ell _{1}(y)={\frac {c_{1}M}{M-y}}}
en
{\displaystyle \ell _{0}(y)={\frac {c_{0}}{y}}}
beide met c0 > 0 and c1 > 0. Merk op dat, volgens de eerste aanname, geldt, dat als y naar M (tijdens een interval) gaat, ℓ1(y) naar oneindig gaat en dit dwingt een overgang naar een toestand van distractie voordat de inhibitie de waarde M kan bereiken. Volgens de tweede veronderstelling geldt, dat, als y naar nul gaat (tijdens een distractie), ℓ0(y) naar oneindig gaat en dit dwingt een overgang naar een toestand van attentie (werken) voordat de inhibitie de waarde nul kan bereiken. Voor een werkinterval dat begint bij t0 met inhibitieniveau y0 = Y(t0) wordt de overgangssnelheid op tijdstip t0 + t gegeven door λ1(t) = l1(y0 + a1t). Voor een niet-werkinterval dat begint bij t0 met inhibitieniveau y0 = Y(t0) wordt de overgangssnelheid gegeven door λ0(t) = ℓ0(y0 − a0t). Daarom geldt, dat
{\displaystyle \lambda _{1}(t)={\frac {c_{1}M}{M-(y_{0}+a_{1}t)}}}
en
{\displaystyle \lambda _{0}(t)={\frac {c_{0}}{y_{0}-a_{0}t}}}
Het model heeft de eigenschap, dat Y fluctueert tussen 0 en M. De stationaire verdeling van Y / M in dit model is een bèta-verdeling (vandaar het bèta-inhibitiemodel).
De totale reële werktijd tot het einde van de taak (of de taakeenheid in het geval van een herhaling van equivalente eenheidstaken), bijvoorbeeld zoals bij de  Aandachtsconcentratie Test, wordt aangeduid met A. Wanneer aangenomen wordt dat de fluctuatie van de totale reële werktijd relatief klein is t.o.v. de fluctuatie van T dan kan totale reële werktijd opgevat worden als een constante A. De gemiddelde stationaire responstijd E (T) kan dan als volgt worden geschreven als
{\displaystyle E(T)={\text{A}}+{\frac {a_{1}}{a_{0}}}{\text{A}}}
Voor M gaat naar oneindig λ1(t) = c1. Dit model staat bekend als het gamma - of Poisson-inhibitiemodel (zie Smit en van der Ven, 1995). In het Poisson-inhibitiemodel wordt dus aangenomen dat de totale reële werktijd een constante A is, maar dat hoeft niet altijd zo te zijn. De totale reële werktijd kan op zich ook een toevalsvariabele zijn A.

## Toepassingen
De inhibitietheorie is speciaal ontwikkeld om een verklaring te geven voor het korte - en lange termijn verloop van de reactietijden in routinematige reactietijdtaken zoals men bijvoorbeeld verkrijgt bij de  Aandachtsconcentratie Test (ACT). In de ACT krijgt de persoon balken met kleurtjes of dobbelstenen aangeboden waarbij de persoon bepaalde kleurtjes cq dobbelsteenen met de muis moet aanklikken. Verschillende auteurs, waaronder Binet (1900), benadrukten het belang van de fluctuatie in de reactietijden in routinematige taken en zij suggereerden de  gemiddelde afwijking als een maat voor de aandachtsconcentratie..
In dit verband is het ook de moeite waard om een studie van Hylan (1898) te noemen. In zijn experiment B gebruikte hij een opteltaak bestaande uit sommetjes van het type {\displaystyle a+b=c}. Hij was de eerste die reaactietijdcurven rapporteerden, waarbij de reactietietijden vanaf het begin toenamen en daarna geleidelijk stabiel werden. (Hylan, 1898, pagina 15, figuur 5).
Het inhibitie-model is ook gebruikt om de faseduur te verklaren in binocular rivaliteit experimenten (van der Ven, Gremmen & Smit, 2005). Met het model is het mogelijk om de statistische eigenschappen te verklaren van de afwisselende tijden waarin de éne stimulus dominant is dan wel de andere.